# 1823

## Родени
- Алеко Богориди, български политик
- Георги Бусилин, български книжовник
- Кръстьо Пишурка, български народен будител
- Стефан Станимиров, български духовник
- 1 януари – Шандор Петьофи, унгарски поет и революционер
- 3 януари – Хайнрих Густав Райхенбах, германски ботаник
- 23 февруари – Найден Геров, български писател, езиковед, фолклорист и общественик
- 28 февруари – Ернест Ренан, френски писател и философ
- 3 март – Дюла Андраши, унгарски политик
- 23 април – Абдул Меджид, Султан на Османската империя
- 24 април – Себастиян Лердо де Техада, президент на Мексико (1872 – 76)
- 15 юли – Александър фон Хесен-Дармщат,
- 8 октомври – Иван Аксаков, руски публицист
- 3 декември – Станислав Доспевски, български възрожденски художник
- 7 декември – Леополд Кронекер, немски математик

## Починали
- 1 юни – Луи Даву, френски маршал
- 22 август – Лазар Карно, френски политик

Вижте също:
- календара за тази година